# JyA-Me
jyA-Me（ヤミー、1月24日 - ）は日本の歌手。jyA-Meという名は、「美味しい」「感動」「喜び」を意味する英語"yummy"に由来し、聴き手に"yummy"と感じさせる存在になりたい意味が込められている。尊敬するミュージシャンはジャネット・ジャクソン。北海道出身。身長154cm。

## 経歴
4歳からダンスを始め、15歳でダンス・ユニットを組み活動を開始した。20歳で単身アメリカに渡り、日本に帰国後は著名アーティストのバック・ダンサーを務めていた。2008年にインディーズ・レーベルからシングル「favorite cruisin' feat. JUN (from CLIFF EDGE)」をリリース。2011年にはクレンチ&ブリスタが主となって結成されたスペシャルユニットFivestaのヴォーカルとして活動し、アルバム『Fivesta』をリリース。その後、ソロとしての制作期間を経て、Venus-B/キングレコードより、2011年11月30日にアルバム『Luv. Me』でメジャー・デビューした。

## ディスコグラフィ

### スタジオ・アルバム
- 『Fivesta』（2011年3月16日）（ソロ・メジャー・デビュー前）
- 『Luv. Me』（2011年11月30日）
- 『Follow. Me』（2013年1月30日）
- 『This is. Me』（2014年1月15日）
- 『PLAY.Me』（2016年4月22日）

### シングル
- 「favorite crusin' feat. JUN（from CLIFF EDGE）」（2008年11月19日）
- 「White Sweet Love feat. CLIFF EDGE」（2012年11月14日）
- 「No More Drama」（2014年9月24日）
- 「Ice: Yokai the Jeweler」（2022年9月20日）

### 動画配信オリジナル曲
- 「For the future」（2020年5月2日、Youtube jyA-Me official Channel）

### カバー・アルバム
- 『With. Me -Duet Cover-』（2013年8月7日）

### 動画配信カバー曲
- 「Last Christmas」（原曲アーティスト：Wham!）（2014年12月23日、Youtube jyA-Me official Channel）

### 参加作品
- クレンチ&ブリスタ『Peace to Lovers & Out Works』（2010年6月16日）　M-3「The Party Up! peace to jyA-Me」
- Sweet Licious『Sweet Licious』（2010年10月6日）　M-5「キラキラ ☆ LADY feat.Lisa Halim, jyA-Me」
- SO-TA『SO-TA』（2012年4月18日）　M-10「眠れない夜に... feat.jyA-Me」
- PURPLE REVEL『Colorful Love』（2012年8月8日）　M-4「Independent woman feat.jyA-Me, MAYA」
- CLIFF EDGE『CLIFF EDGE』（2012年10月10日）　M-4「サヨナラ I Love You feat.jyA-Me」
- LGYankees『DOKI DOKI LGYankees!!!!!!』（2013年1月16日）　M-8「Party Drinker feat.jyA-Me」
- DJ SHIMA☆YURI『Lovely Kiss 2 mixed by DJ SHIMA☆YURI with Go Go Friends』（2013年7月10日）　M-7「無敵ガール☆365」

### 楽曲提供
| 発売日        | アーティスト | タイトル       | 担当 |
| ------------- | ------------ | -------------- | ---- |
| 2014年9月17日 | color-code   | Break My Heart | 作詞 |
| 2015年5月20日 | color-code   | Break Our Love | 作詞 |
| 2015年5月20日 | color-code   | Hands UP!      | 作詞 |